# Gracilaria delicatulella
Gracilaria delicatulella là một loài bướm đêm thuộc họ Gracillariidae. Nó được tìm thấy ở Úc.

## Phân loại
The present taxonomic status of this species is unknown, Đây là known đến be misplaced trong Gracilaria genus, but has not been assigned đến another genus yet.